# Parc
Pour les articles homonymes, voir Parc (homonymie).
 (octobre 2007).

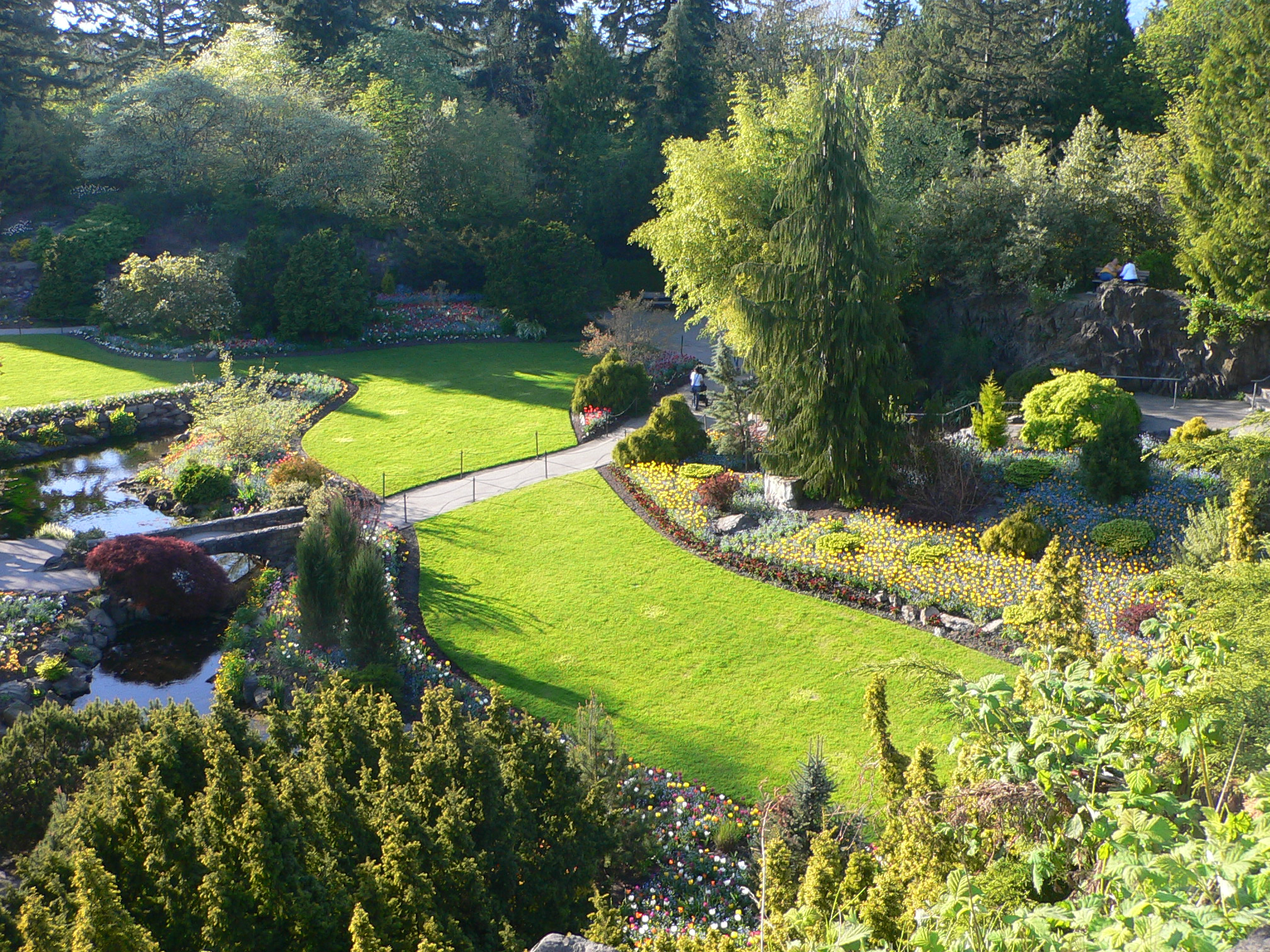
Le Queen Elizabeth Park à Vancouver.

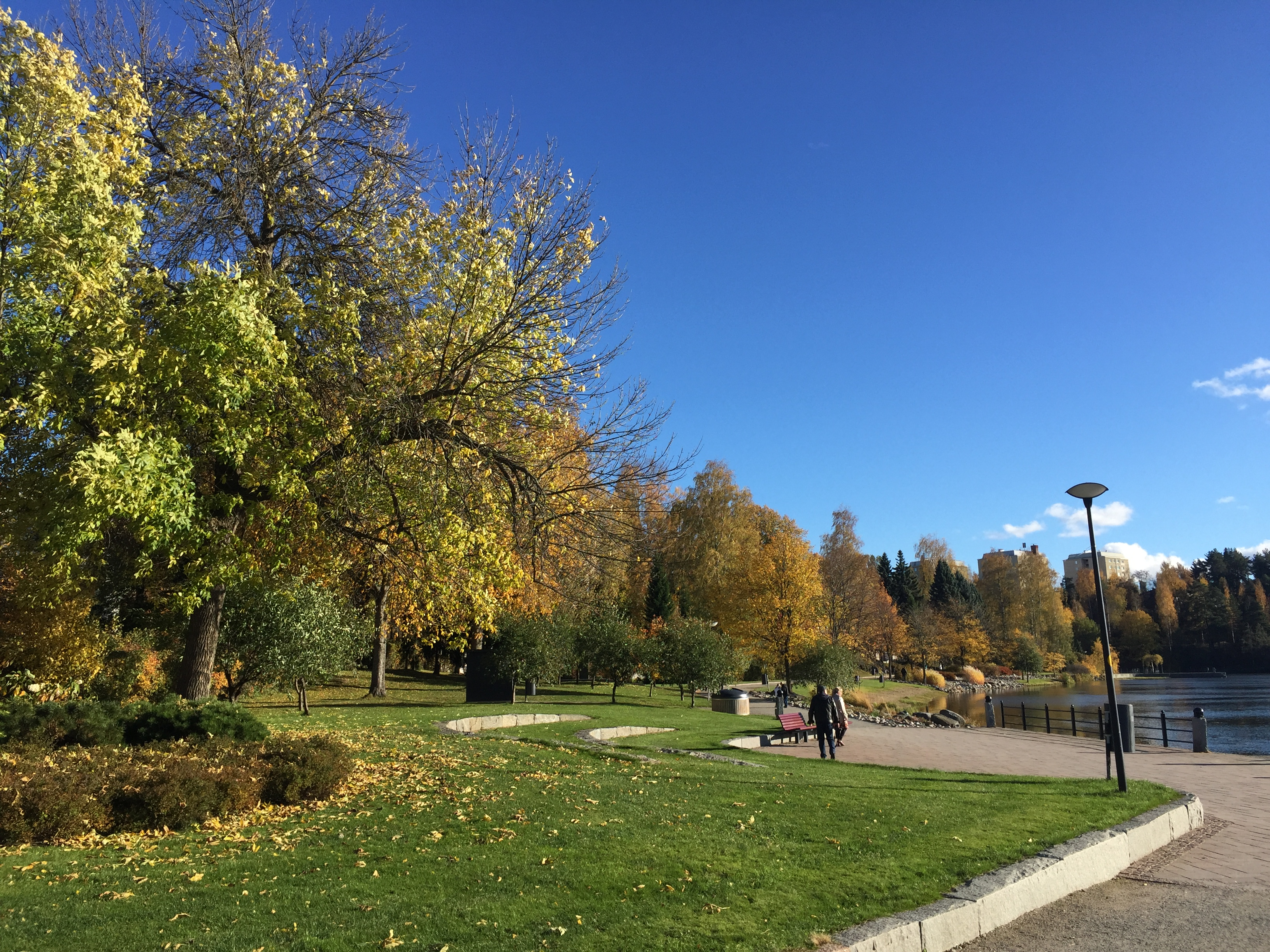
Le Valkeisenpuisto à Kuopio, Finlande.

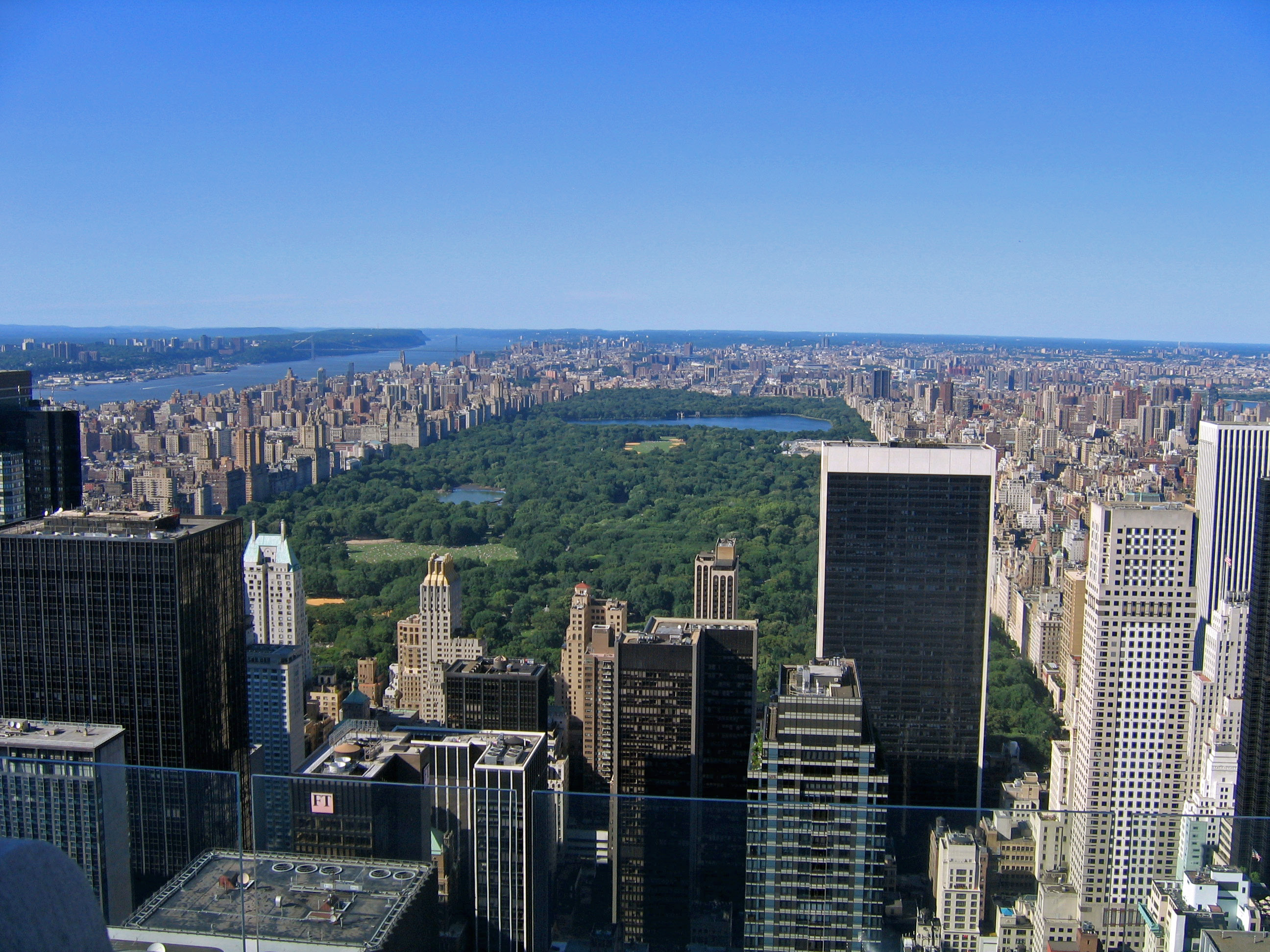
Central Park, à New York, le parc urbain le plus visité des États-Unis.

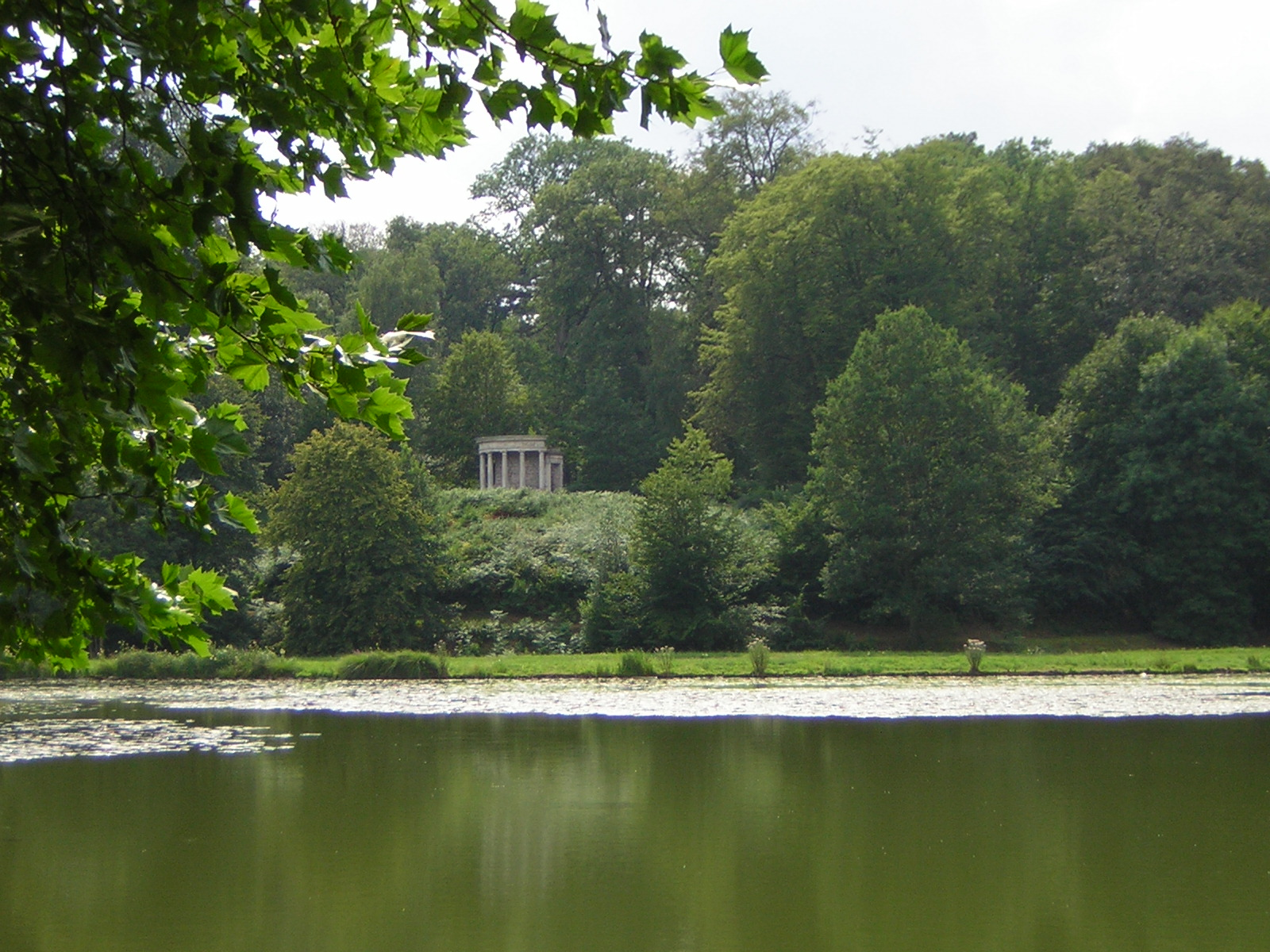
Parc Jean-Jacques-Rousseau à Ermenonville.

Un parc est une zone délimitée d'un territoire, maintenu dans son état naturel (dans un but de conservation de la nature) ou semi-naturel et paysagé (dans un but de loisirs).
La signification la plus ancienne (XIIe siècle) du mot parc se réfère au caractère enclos du lieu (par exemple pour le parcage des animaux). Le parc est alors un terrain naturel, formé de bois ou de prairies, dans lequel ont été tracés des chemins et des allées destinés à la chasse, à la promenade ou à l’agrément.

## Histoire
Dans sa signification originelle, le parc était la portion de territoire enclos appartenant à un château. Par exemple, dépendant du château de Vincennes, le parc de Vincennes était enclos d’un mur de douze kilomètres. Il possédait un rôle à la fois économique (culture et exploitation d'une forêt réservée au propriétaire) et d’agrément (chasse et promenade).
La première construction élevée par les rois de France dans le bois de Vincennes fut un rendez-vous de chasse. 
Philippe-Auguste, roi chasseur, voulut avoir des bêtes fauves. Henri II d'Angleterre lui expédia cerfs, daims et chevreuils. Alors le roi, jaloux de son gibier, fit élever des murailles autour du bois, et Vincennes devint ainsi le premier parc que la France ait possédé.
En Angleterre, le premier parc avait été construit en 1129 lorsque Henri I clôtura le domaine du palais de Woodstock par plus de onze kilomètres de murs en pierre.
Ainsi, les premiers parcs ont été des terres mises en jachère et utilisées pour la chasse par l'aristocratie à l'époque médiévale. Ils étaient entourés de murs épais, ou de haies, pour garder le gibier à l’intérieur et les autres personnes à l’extérieur. 
Les réserves de chasse ont évolué vers les parcs paysagés autour des maisons aristocratiques du XVIe siècle. Ceux-ci peuvent avoir servi de terrains de chasse, mais ils ont également permis de proclamer la richesse et le statut de leur propriétaire. L’esthétique dans la conception paysagère a commencé dans ces parcs dont l'aspect paysagé naturel a été renforcé par les architectes paysagistes comme Capability Brown. À mesure que les villes sont devenues surpeuplées, les terrains de chasse privée sont devenus des lieux accessibles pour le public. 
Avec la révolution industrielle, les parcs ont pris une nouvelle signification en devenant des superficies gelées afin de préserver un sentiment de nature dans les grandes villes industrielles. L'activité sportive est devenue une grande utilisatrice de ces parcs urbains. Les zones d'une beauté naturelle exceptionnelle ont également été mises en réserve comme les parcs nationaux pour empêcher qu'ils soient vandalisés par un développement incontrôlé. 
Au XXe siècle, sont apparues un certain nombre de significations qui ont associé la conception paysagère d'un parc avec d'autres usages, tels que le parc d'activités, le parc thématique et le chemin de promenade.

## Parcs naturels

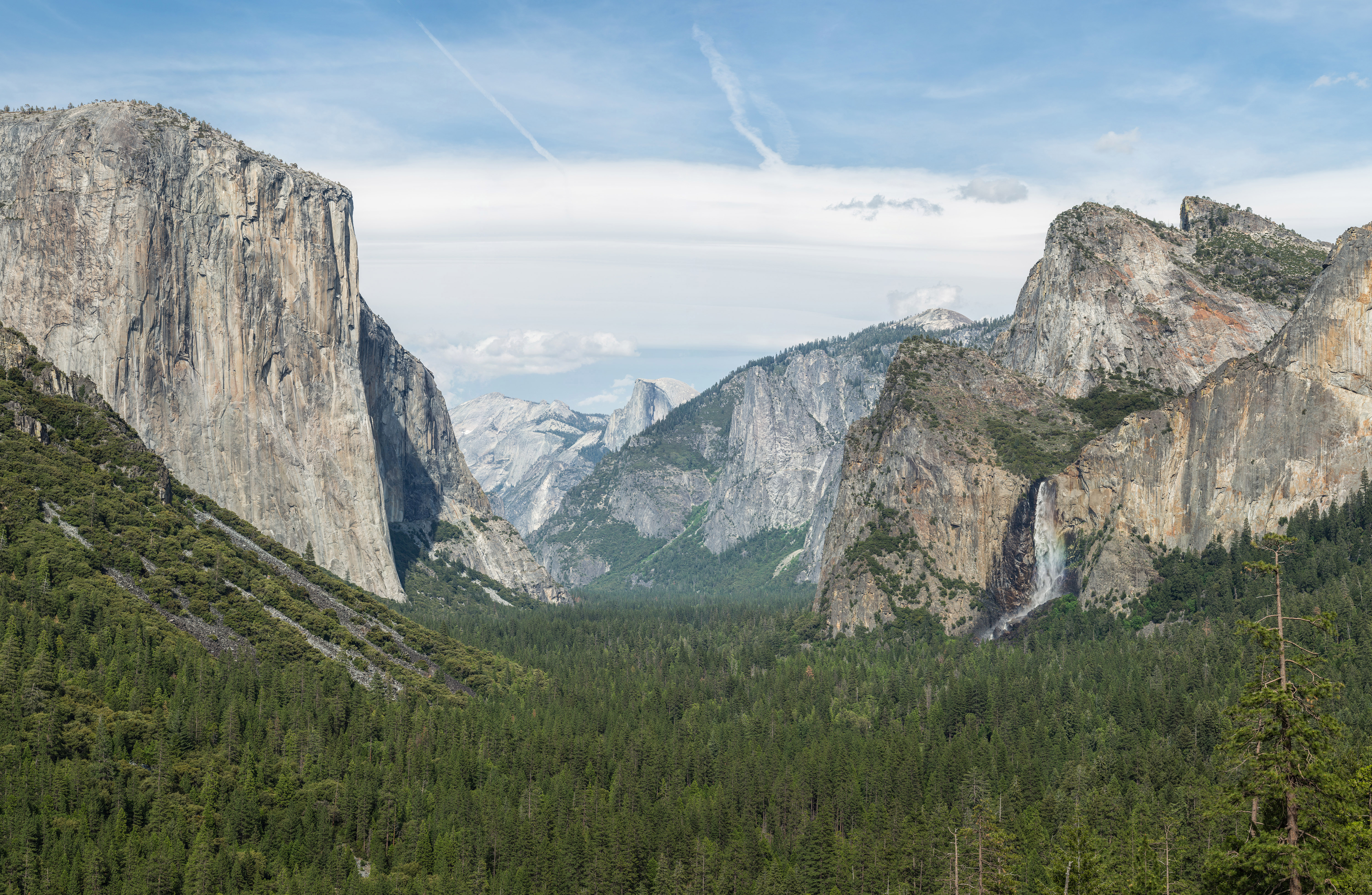
Le parc national de Yosemite

Les parcs naturels sont des parcs appartenant ou exploités par les gouvernements nationaux ou les administrations régionales, avec un objectif plus ou moins affirmé de protection de la nature. Ils comprennent souvent des réserves naturelles.
Les parcs régionaux ou nationaux conservent le principe d’une vaste étendue de territoire à l'intérieur de laquelle la faune, la flore et le milieu naturel en général sont préservés.

### Parcs nationaux
Un parc national est une réserve de terres, le plus souvent, mais pas toujours, déclarées et détenues par un gouvernement, à l'abri de la plupart des développements humains et de la pollution. Le premier parc national a été celui de Yellowstone, créé en 1872 aux États-Unis. Le plus grand parc national au monde est le parc national du Nord-Est du Groenland, qui a été créé en 1974.
L’UICN utilise le terme de « Parc National » pour désigner les aires protégées de la Catégorie II de son classement..
Aux États-Unis, le concept de préservation de paysages uniques pour le plaisir des gens de toute la nation a été créé le 30 juin 1864, lorsque le président Abraham Lincoln a signé la loi créant le Yosemite Grant. Une politique de préservation, plutôt que la co-utilisation comme dans les forêts nationales américaines, où le pâturage, l'agriculture et l'exploitation forestière sont autorisés, a été mise en œuvre quatre décennies plus tard au cours de l'administration présidentielle de Teddy Roosevelt, pendant laquelle la vallée de Yosemite a été transférée en 1905 dans le Yosemite qui était devenu en 1890 un parc national, le parc national de Yosemite sur le modèle de Yellowstone. Le tourisme et, plus tard, les loisirs sont la destination des terres que Roosevelt a mis en réserve dans le système fédéral. John Muir a joué un rôle dans cet effort. Ces parcs ont été finalement appelés des parcs nationaux et constituent aujourd'hui le service des parcs nationaux américains.
Des parcs nationaux se trouvent dans de nombreux autres pays, et varient beaucoup selon le type de gestion et d'administration dont ils jouissent. D'ailleurs, l'utilisation du terme parc national varie beaucoup d'un pays à l’autre, du monument à la réserve naturelle et aux curiosités naturelles.

### Parcs régionaux
De même, en complément de leur gouvernement fédéral, les gouvernements des États américains ont également mis en réserve, et continuent à mettre en réserve, des terres de différentes tailles afin de les préserver pour la jouissance du public.

Dans les systèmes fédéraux, de nombreux parcs sont ainsi gérés par les administrations territoriales locales, plutôt que par le gouvernement central. Aux États-Unis, ils sont appelés parcs d’État et au Canada, parcs provinciaux ou territoriaux, sauf au Québec où ils sont connus comme parcs nationaux (Voir le nationalisme québécois). 
Dans des pays unitaires, comme la France, ils peuvent prendre le nom de parc naturel régional et constituent un deuxième niveau de protection de la nature avec des statuts distinct de ceux des parcs nationaux.

## Parcs paysagers
Les parcs paysagers sont des terrains dans leur état naturel ou semi-naturel (paysager), formés de bois ou de prairies, comprenant parfois des pièces d'eau, dans lesquels ont été tracés des allées et des chemins destinés à la promenade ou à l’agrément du public.

Le statut des parcs paysagers est en général lié à leur localisation. Ceux situés en région urbaine sont souvent publics tandis que ceux situés en région rurale sont souvent privés.

### Parcs urbains

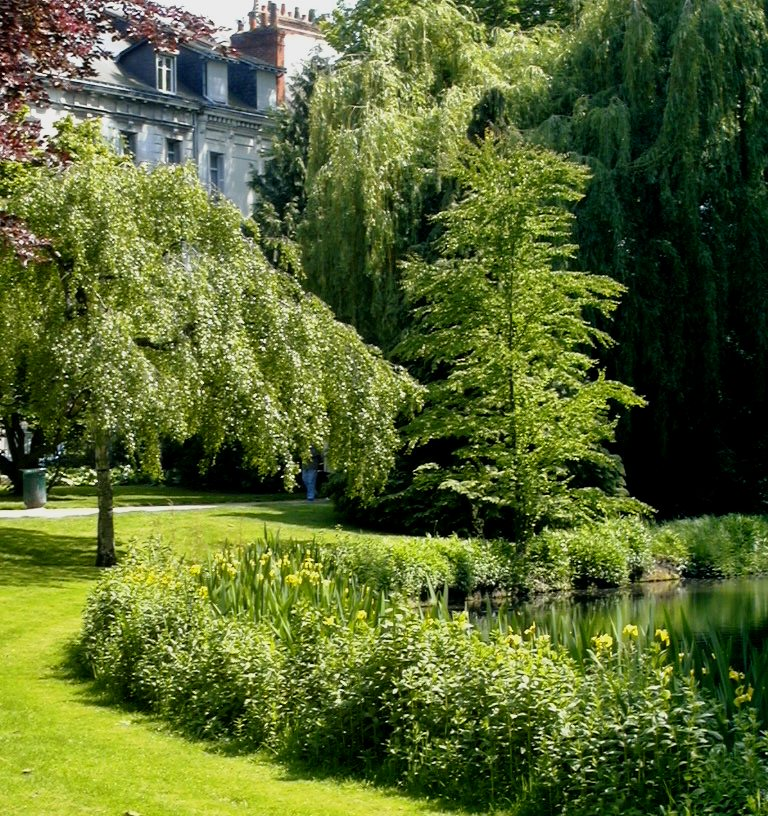
Parc public à Tours, en France.

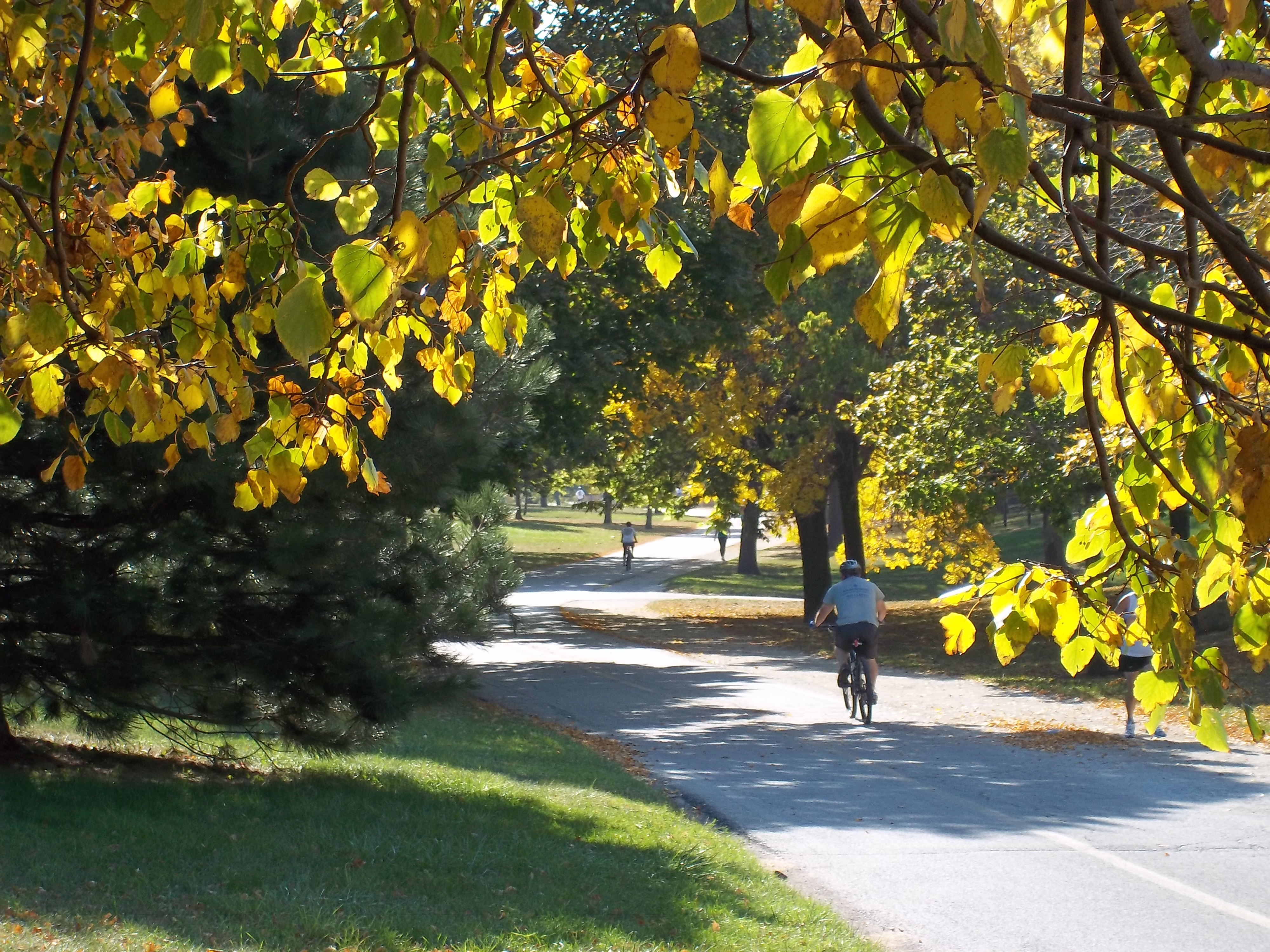
Lincoln Park à Chicago, est le deuxième parc urbain le plus visité des États-Unis après Central Park.

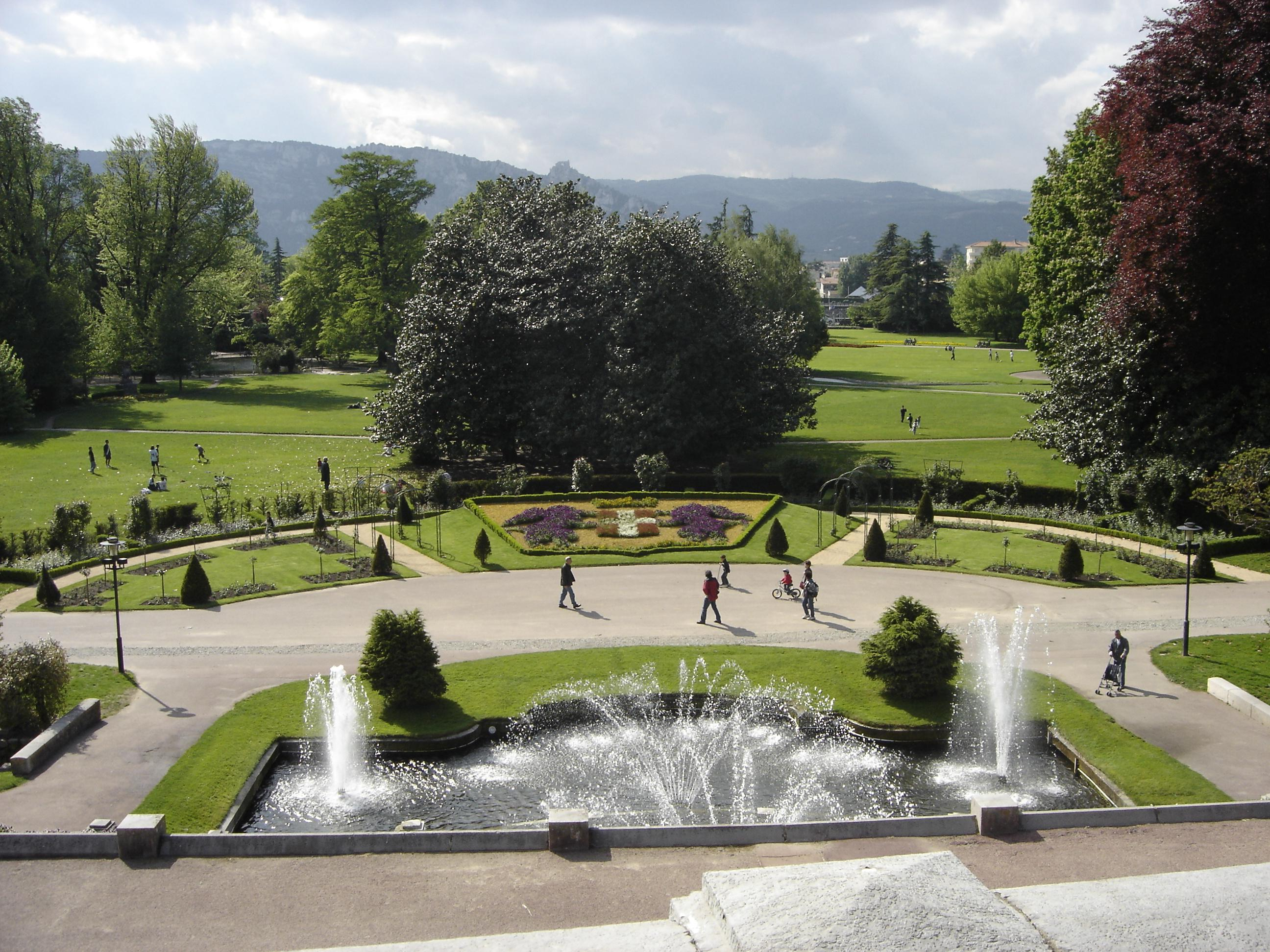
Le parc Jouvet à Valence, en France.

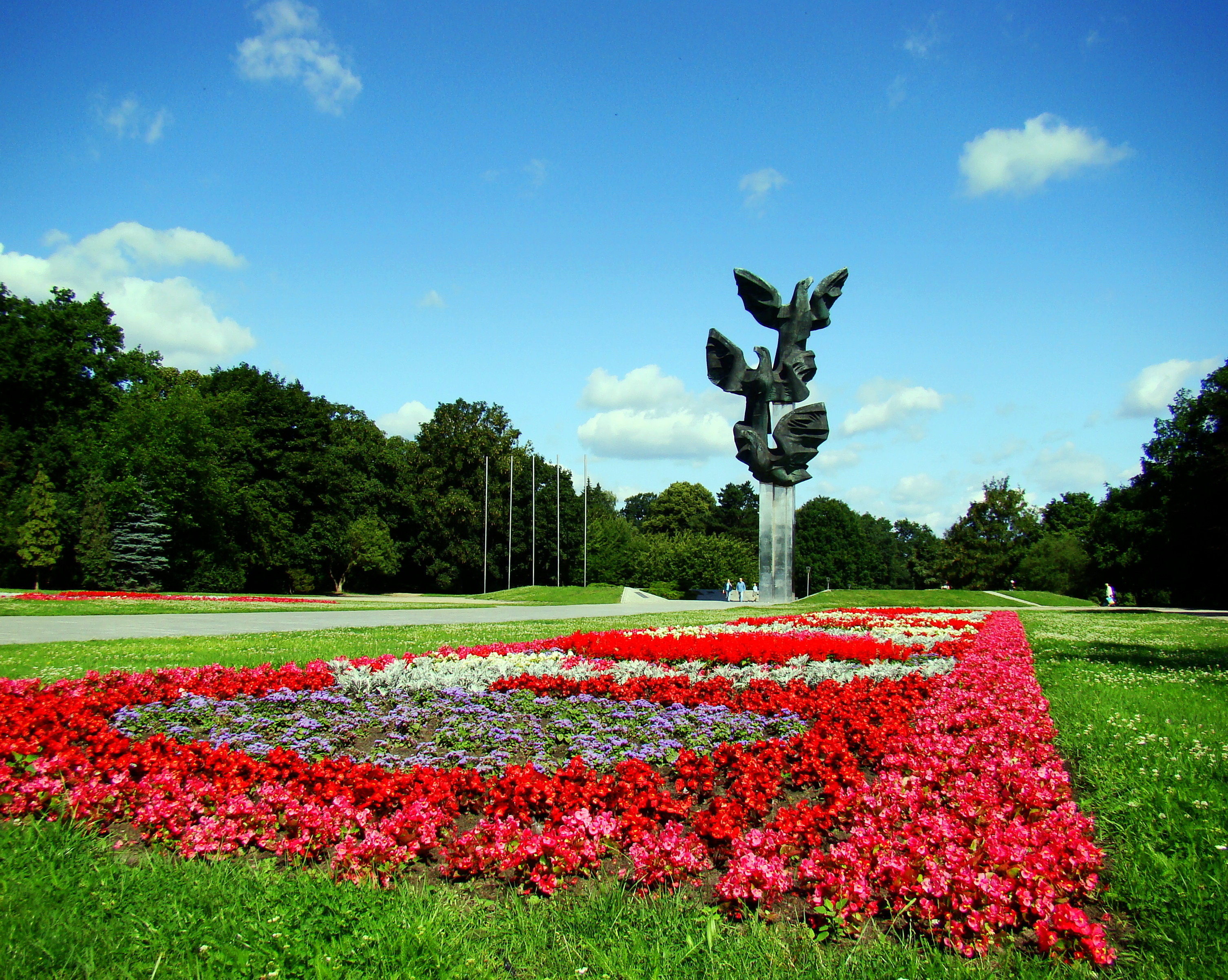
Park Kasprowicza, parc public à Szczecin, en Pologne.

Un parc urbain, aussi connu sous le nom de parc municipal (en Amérique du Nord) ou d’espace ouvert (en Angleterre), est un parc qui est aménagé dans les villes et les autres collectivités locales en vue d'offrir des loisirs et des espaces verts aux résidents et aux visiteurs de la municipalité.
Un parc est une zone d'espace ouvert prévu à l'usage récréatif, le plus souvent détenue et entretenue par une collectivité locale avec un accès public. Les parcs, communément, ressemblent aux prairies ou aux forêts ouvertes, les types de paysage que les êtres humains trouvent le plus relaxant.
La conception, l'exploitation et l’entretien sont habituellement faits par les pouvoirs publics, généralement par l’administration de la ville, mais peuvent parfois être sous-traités à une entreprise privée.
L’herbe est habituellement entretenue courte pour décourager les insectes ravageurs et afin de permettre le loisir du pique-nique et l'exercice des activités sportives. Les arbres sont choisis pour leur beauté et pour fournir de l’ombre. 
Les parcs municipaux ont, pour caractéristiques communes, de comprendre des aires de jeux, des sentiers ou des chemins pour la randonnée, la course et l'utilisation mixte, des pistes équestres, des terrains de sport et des courts, des toilettes publiques, des rampes pour bateaux et/ou des installations de pique-nique, en fonction du budget et des éléments naturels disponibles. 
Les usages des parcs sont souvent divisés en deux catégories : les loisirs actifs et passifs.
- Les loisirs actifs sont ceux qui exigent un développement intensif et impliquent souvent une activité coopérative ou d'équipe, comprenant des aires de jeux et des terrains de sports. Des matchs organisés de football se déroulent dans les parcs.
- Les loisirs passifs sont ceux qui mettent l'accent sur les aspects d’espace ouvert d'un parc et qui impliquent un faible niveau de développement, incluant des aires de pique-nique et des sentiers.

Le premier parc public fut le Birkenhead Park dans le centre de Birkenhead, près de Liverpool en Angleterre, qui a ouvert le 5 avril 1847. 
Dans The Politics of Park Design : A History of Urban Parcs in America (1982), le Professeur Galen Cranz identifie quatre phases dans la conception du parc aux États-Unis, à la fin du XIXe siècle.
1. De vastes étendues de terres à la périphérie des villes ont été achetées par les administrations municipales pour créer des « terrains de plaisir » : de charmantes aires paysagères semi-ouvertes, dont l'objectif principal était de permettre aux habitants de la ville, en particulier les travailleurs, d’accéder à la détente dans la nature.
2. Avec le temps et l'espace urbain qui s'est développé autour des parcs, les terrains dans ces parcs ont été utilisés à d'autres fins, telles que des parcs zoologiques, des terrains de golf et des musées. Ces parcs continuent à attirer des visiteurs des quatre coins de la région et sont considérés comme des parcs touristiques régionaux, car ils nécessitent un plus haut niveau de gestion que de petits parcs locaux. Selon le Trust for Public Land, les trois parcs municipaux les plus visités des États-Unis sont Central Park à New York, Lincoln Park à Chicago, et le parc du Golden Gate à San Francisco, avec respectivement une fréquentation annuelle de vingt-cinq millions, de vingt millions et de treize millions de visiteurs[5].
3. Au début des années 1900, selon Cranz, les villes américaines ont construit des parcs de quartier avec des piscines, des terrains de jeux et des bâtiments municipaux, avec l'intention d’américaniser les immigrés résidents. Dans les années 1950, lorsque l'argent est devenu disponible après la Seconde Guerre mondiale, les nouveaux parcs ont continué de se concentrer à la fois sur les loisirs d'extérieur et d'intérieur avec des services tels que des ligues de sport utilisant leurs terrains de sport et leurs gymnases. Ces petits parcs ont été construits dans les quartiers résidentiels, et ont tenté de servir tous les résidents avec des programmes pour les aînés, les adultes, les adolescents et les enfants. Les espaces verts ont été d'une importance secondaire.
4. Comme le prix des terres a grimpé dans les aires urbaines, les nouveaux parcs urbains, au cours des années 1960 et après, ont été principalement des « parcs de poche ». Les petits domaines d'environnement, souvent des parties des plans de rénovation urbaine, sont appelés « parcs de poche ». Ces petits parcs offrent de la verdure, un endroit pour s'asseoir au dehors, et souvent, une aire de jeux pour les enfants.

Les quatre types de parc continueront d'exister dans les zones urbaines. En raison de la grande quantité d'espace ouvert et de l'habitat naturel dans les anciens « terrains de plaisir », ils doivent maintenant servir d’importants refuges fauniques, et offrent souvent la seule occasion pour les résidents urbains d’effectuer une randonnée ou un pique-nique dans une zone semi-sauvage. Toutefois, ces parcs peuvent être ciblés par des politiciens ou des gestionnaires de la ville en tant que sources de terres libres pour d'autres usages. En partie pour cette raison, certains de ces grands parcs ont des associations d’« amis du parc X », conseils consultatifs, qui les aident à protéger et à maintenir leur nature semi-sauvage. 
De même, de nombreux petits parcs de quartier reçoivent de plus en plus une attention et une évaluation comme étant des actifs communautaires importants et des lieux de refuge dans les zones urbaines fortement peuplées. Dans le monde, des groupes de quartiers se sont joints pour soutenir les parcs qui ont souffert de la dégradation urbaine et de la négligence du gouvernement. 
La forme des parcs est variable. En Amérique du Nord, les parcs urbains ont souvent une forme géométrique régulière, comme Central Park à New York qui est rectangulaire.

Un parc linéaire est un parc qui a une longueur beaucoup plus grande que sa largeur. Un exemple typique d'un parc linéaire est une partie d'une ancienne voie ferrée qui a été convertie en parc (c'est-à-dire les tronçons de rail enlevés, la végétation laissée repousser).

Les parcs sont parfois des domaines de terrain fait de forme singulière, tout comme les terrains vagues qui, souvent, deviennent des parcs de quartier de ville.
Un ou plusieurs jardins publics ou jardins naturalistes peuvent être abrités dans un parc : les jardins de l’orangerie du château de Versailles ou du Petit Trianon dans le parc de Versailles, le jardin tropical de Paris et le parc floral de Paris dans le bois de Vincennes, le parc de Bagatelle dans le bois de Boulogne à Paris.
La plus grande zone de parcs publics, dans toute ville en Amérique du Nord, est le système de parcs dans la vallée de la rivière Saskatchewan-nord à Edmonton.

### Parcs ruraux
La majorité des parcs ruraux se réfèrent aux parcs privés. 
Les parcs privés sont détenus par des particuliers ou des entreprises et sont utilisés à la discrétion de leur propriétaire. Il y a quelques types de parcs privés, et certains qui ont été jadis entretenus et utilisés de façon privée sont maintenant ouverts au public. Le concept des communs, dans les campagnes, est un peu lié à l'origine des systèmes modernes de parcs.
Dans certains pays (Royaume-Uni notamment), la notion de parc rural était populaire dans les années 1970, et beaucoup de ces parcs ont alors été créés avec l'appui du gouvernement. Ces parcs ruraux sont souvent situés près des populations urbaines ou périurbaines, et fournissent des installations récréatives typiques de la campagne plutôt que de la ville.

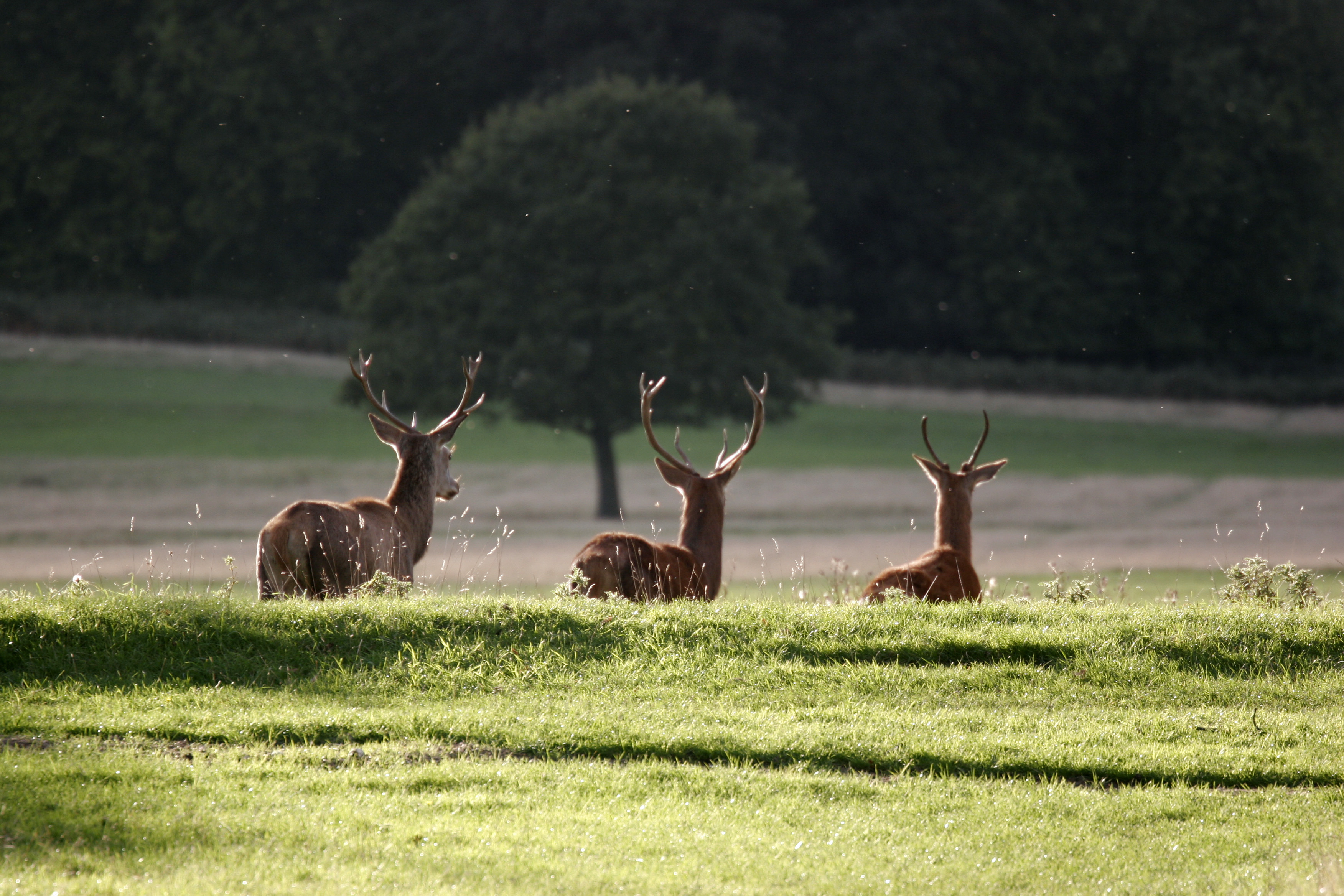
Cerfs dans Richmond Park, à Londres. Originellement un parc de chasse royal, aujourd’hui il est ouvert au public.

### Parcs cynégétiques
Originellement les parcs de chasse étaient des espaces ouverts (ou parfois clos) où les résidences, l'industrie et l'agriculture ne sont pas autorisées, souvent au départ, de sorte que la noblesse y ait un lieu de chasse disponible à tout moment. 
Ceux-ci ont été connus, par exemple, comme les parcs à cerfs (le mot anglais deer, qui signifie cerf, étant à l'origine un terme désignant tout animal sauvage). De nombreuses maisons de campagne en Grande-Bretagne et en Irlande, en fait des demeures de maître, des châteaux et des manoirs, ont encore des parcs de ce genre, qui depuis le XVIIIe siècle ont souvent été soigneusement paysagers pour un effet esthétique. Ils sont en général constitués d’un mélange de prairies ouvertes avec des arbres épars et des sections de forêt, et sont souvent entourés par un mur élevé. La zone immédiatement autour de la maison est le jardin. Dans certains cas, celui-ci sera aussi caractérisé par de vastes pelouses et des arbres épars, la différence fondamentale entre le parc de la maison de campagne et son jardin, c'est que le parc est brouté par les animaux, mais qu’ils sont exclus du jardin.
En France, la législation différencie l'enclos cynégétique (ou enclos de chasse), le « parc de chasse » et l'« élevage cynégétique » en enclos.

## Évolution

### Du parc au jardin
Le parc se distingue du jardin d'agrément par sa plus grande étendue et par le caractère plus naturel de son paysage et de sa végétation. Il s'en différencie par la présence plus nombreuse des arbres et celle ordinairement plus rare des plantes cultivées.

### Du devenir des parcs
Les parcs se sont constitués, à l'origine, à partir du « parc (à caractère) naturel », puis se sont diversifiés en parcs de loisirs, suivant trois directions :
- le parc paysager,
- le parc zoologique,
- et le parc d'attractions.

Parfois, l'activité ludique peut être exprimée à l'extrême pour qualifier un parc de loisirs du nom de parc d'attractions : habituellement privé, il s'agit d'un espace clos, à entrée payante donnant accès à ses différents spectacles et attractions.
Un parc d'attractions est un terme générique pour une collection de manèges et d'autres attractions de divertissement assemblés dans le but de divertir un assez grand groupe de personnes.
Le parc à thèmes est considéré comme la synthèse des trois types primitifs de parcs (paysager, zoologique et d'attractions) et d'autres éléments comme le cirque, le spectacle et le musée utilisant les techniques de scénographie et de muséographie.
De nombreuses thématiques y sont développées aboutissant à une diversité de parcs à thèmes : récréatif, animalier, végétal, sportif, historique, culturel ou scientifique.
À titre d'exemple, le parc de Samara en France, est un parc à thème préhistorique.

### Autres utilisations
Le terme de parc est également utilisé en référence à des zones industrielles, souvent appelées parcs industriels. Et aussi dans certains types d’élevage comme : parc à huitres. Certains domaines de recherche technologique sont également appelés parcs de recherche.
Le mot de parc peut également être utilisé dans des noms de communautés, tels que Oak Park ou College Park. 
Un parc de stationnement à voitures ou parking est une étendue de terre, servant au parcage d'automobiles en plein air, ou un bâtiment dans lequel les voitures sont garées.

## Calendrier
Dans le calendrier républicain français, le 20e jour du mois de Messidor est dénommé jour du Parc.